# 小川翔悟
小川翔悟（日语： Shogo Ogawa，2001年4月1日—），日本男子羽毛球運動員。現屬JTEKT株式会社及日本國家羽毛球隊B隊。

## 簡歷
2023年7月，小川翔悟与搭档佐野大辅出战毛里求斯羽毛球國際賽，在男双决赛以2比0（21-17、21-16）战胜了印度强档的H Amsakarunan／R K Rethinasabapathi，夺得了首座国际系列赛男双冠军。

## 主要比賽成績
只列出曾進入準決賽的國際賽事成績：
| 年份   | 賽事                    | 公開賽級別 | 項目     | 拍檔     | 成績   |
| ------ | ----------------------- | ---------- | -------- | -------- | ------ |
| 2023年 | 聖但尼羽毛球公開賽      | 國際挑戰賽 | 男子單打 | －       | 準決賽 |
| 2023年 | 毛里求斯羽毛球國際賽    | 國際系列賽 | 男子單打 | －       | 亞軍   |
| 2023年 | 毛里求斯羽毛球國際賽    | 國際系列賽 | 男子雙打 | 佐野大辅 | 冠軍   |
| 2023年 | 蒙古國羽毛球國際挑戰賽  | 國際挑戰賽 | 男子雙打 | 佐野大辅 | 準決賽 |
| 2024年 | 墨西哥羽毛球國際挑戰賽  | 國際挑戰賽 | 男子單打 | －       | 亞軍   |
| 2024年 | 越南羽毛球公開賽        | 超級100賽  | 男子單打 | －       | 冠軍   |
| 2024年 | 本迪戈羽毛球國際賽      | 國際挑戰賽 | 男子單打 | －       | 冠軍   |
| 2024年 | 雪梨羽毛球國際賽        | 國際挑戰賽 | 男子單打 | －       | 亞軍   |
| 2024年 | 賽義德·莫迪羽毛球國際賽 | 超級300賽  | 男子單打 | －       | 準決賽 |

| 2018-2026年 | 總決賽 | 超級1000賽 | 超級750賽 | 超級500賽 | 超級300賽 | 超級100賽 | 國際挑戰賽 | 國際系列賽 | 未來系列賽 | 其他 |

## 外部連結
- 小川翔悟在世界羽球聯盟的登錄資料